# Christian Adolf Deutrich

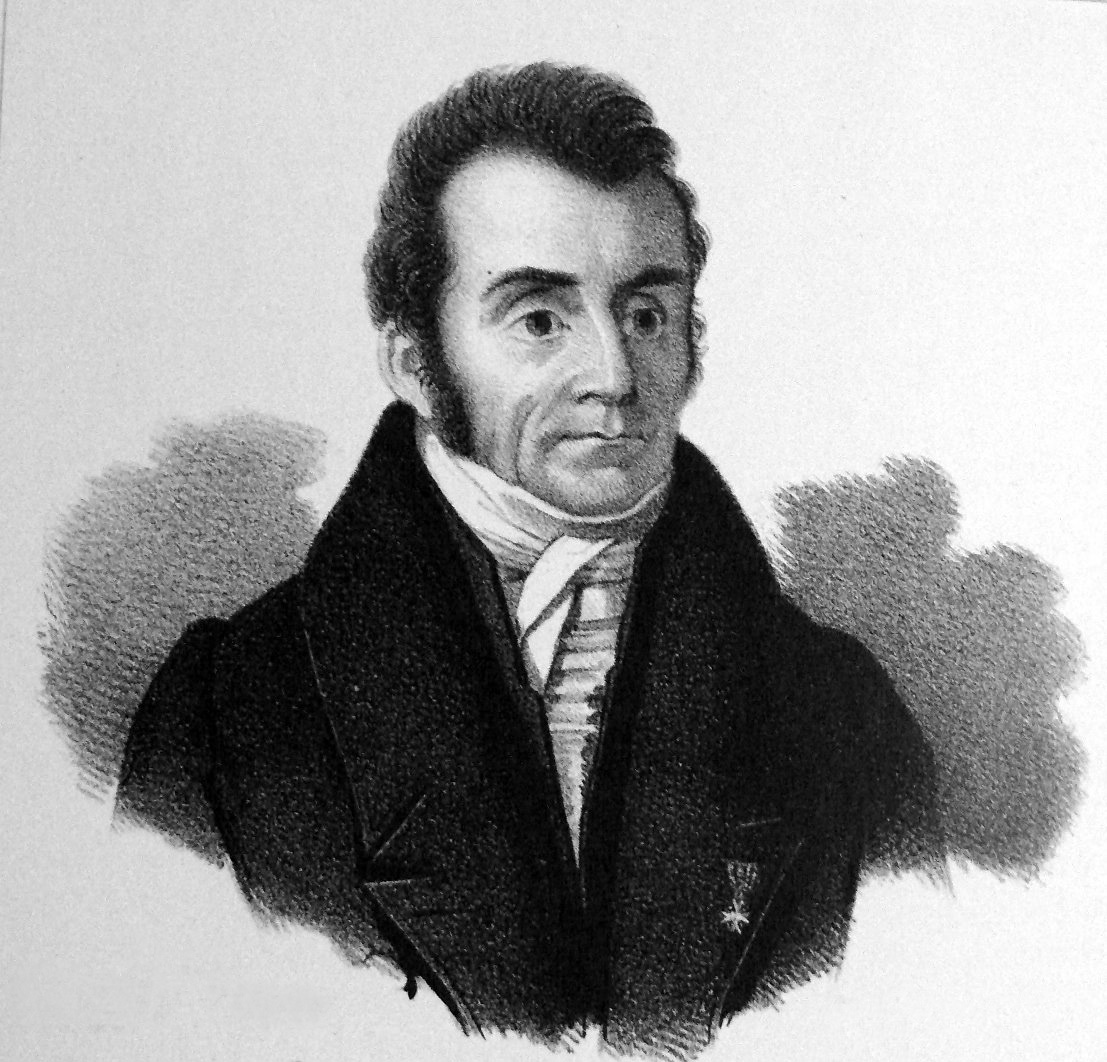
Christian Adolf Deutrich

Christian Adolf Deutrich (* 23. Dezember 1783 in Leipzig; † 23. Dezember 1839 in Leipzig) war ein sächsischer Kommunalpolitiker und von 1831 bis 1839 Bürgermeister der Stadt Leipzig.

## Werdegang
Deutrichs Vater war Kursächsischer Floßkommissar in Leipzig, seine Mutter eine Tochter des Erb-, Lehn- und Gerichtsherrn zu Mockau. Deutrich besuchte zunächst die Nikolaischule in Leipzig, später die Landesschule Grimma. 1799 nahm er ein Studium der Rechtswissenschaften an der Universität Leipzig auf, wo er 1805 mit einer Arbeit zum sächsischen Landrecht zum Dr. iur. promoviert wurde. Anschließend absolvierte Deutrich eine kaufmännische Ausbildung. 

## Wirken
Am 6. Juli 1810 trat Deutrich in den Rat der Stadt Leipzig ein. Im gleichen Jahr wurde er Turmherr zu St. Nikolai, Deputierter bei der Steuereinnahme, Deputierter beim Landstubengericht sowie Kriminalrichter beim Leipziger Stadtgericht. In dieser Funktion befahl er am 12. Juli 1824 die Hinrichtung des zum Tode verurteilten Mörders Johann Christian Woyzeck (1780–1824), dessen Prozess die Vorlage zu Georg Büchners gleichnamigem Drama wurde.
Deutrich galt als versierter Verwaltungs- und Finanzfachmann. Während der Napoleonischen Kriege verhinderte er den finanziellen Zusammenbruch der Stadt. Er senkte das städtische Defizit und begann mit der Schuldentilgung. In den Jahren 1811, 1817, 1820, 1824 und 1830 war Deutrich Vertreter der Stadt Leipzig im Sächsischen Landtag. Von 1833 bis 1839 war er Vizepräsident der Ersten Kammer des Sächsischen Landtags.
Am 1. April 1831 wurde Deutrich Bürgermeister der Stadt Leipzig. Nach dem Tode des Oberbürgermeisters Carl Friedrich Schaarschmidt war er ab dem 7. Oktober 1831 alleiniger Bürgermeister. Deutrich war der erste Leipziger Bürgermeister, der unter der 1832 erlassenen Allgemeinen Städteordnung amtierte. Er war deshalb maßgeblich an der Ausprägung der kommunalen Selbstverwaltung in Leipzig beteiligt. In die Amtszeit Deutrichs fielen die Reform der städtischen Steuern (1834/35/39), die eine Senkung der Steuerlast nach sich zog. 1839 hob er die sog. Nachbarschaften auf und machte damit die bislang lediglich als besondere Körperschaften geltenden Leipziger Vorstädte zu vollwertigen Bestandteilen der Stadt Leipzig. In den 1830er Jahren setzte in Leipzig ein bedeutender wirtschaftlicher Aufschwung ein. Im April 1837 wurde das erste Teilstück der Leipzig-Dresdner Eisenbahn eröffnet, 1839 der Dresdner Bahnhof errichtet. Auch in Leipzig selbst entfaltete sich rege Bautätigkeit. Die inneren Stadttore – ausgenommen das Peterstor – wurden abgebrochen und das Augusteum sowie das Hauptpostamt gebaut.

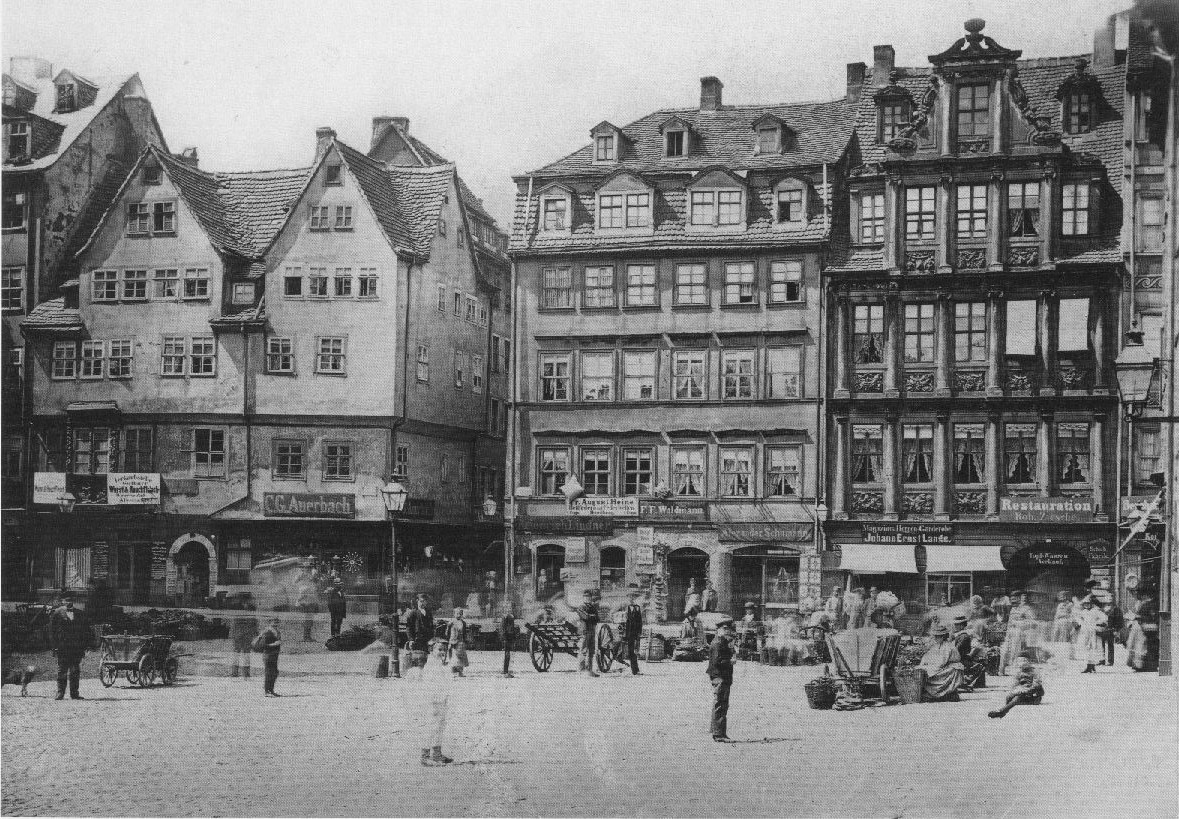
Blick vom Nikolaikirchhof auf Deutrichs Hof (rechts im Bild) um 1880.

Der bei den Leipziger Bürgern hochangesehene Deutrich starb am 23. Dezember 1839, seinem Geburtstag.
Von 1797 bis 1889 besaß die Familie Deutrich in Leipzig einen Durchgangshof zwischen der Nikolai- und der Reichsstraße mit prachtvollen Kopfbauten zu beiden Straßen, einer davon 1655 erbaut. Es war das erste größere Bürgerhaus, das in Leipzig nach dem Ende des Dreißigjährigen Krieges erbaut wurde. Deutrichs Hof wurde nach schweren Schäden aus dem Zweiten Weltkrieg 1968 abgerissen.